# Jarsy

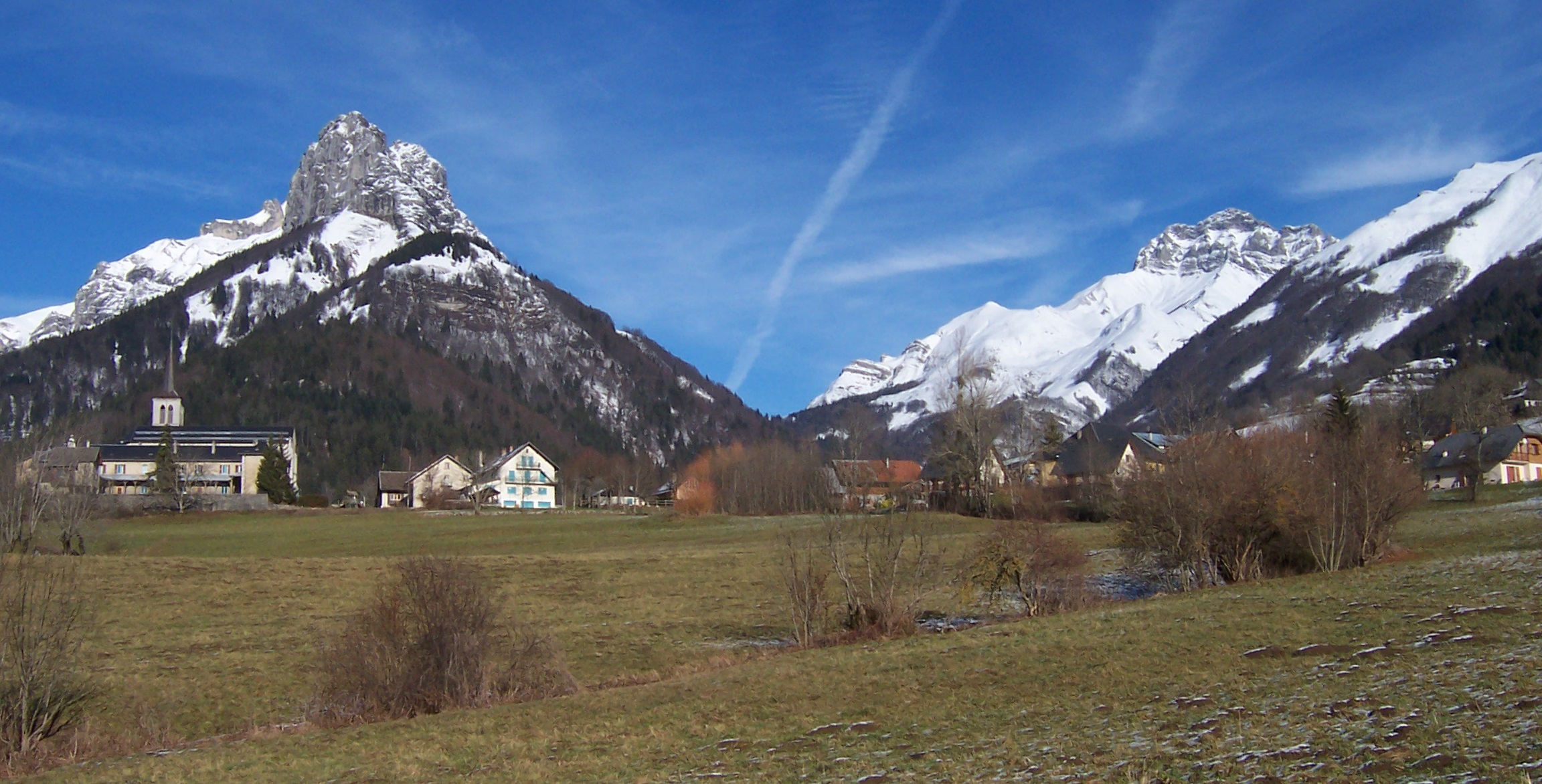

Jarsy är en kommun i departementet Savoie i regionen Auvergne-Rhône-Alpes i sydöstra Frankrike. Kommunen ligger i kantonen Le Châtelard som tillhör arrondissementet Chambéry. År 2022 hade Jarsy 255 invånare.

## Befolkningsutveckling
Antalet invånare i kommunen Jarsy
| Referens: INSEE |